# OpenMM
OpenMMは、分子動力学シミュレーションのためのオープンソースのライブラリであり、パンデ研究室によって管理されている。Python、C++、Fortranなどの言語に対応しており、GPUで高速化する機能を持っている。また、AMOEBA、GROMACS、AMBERなどの他の分子シミュレーションツールとのインタフェースも可能である。スタンフォード大学の研究者ビジェイ・S・パンデが作成したこのプロジェクトは、GitHubで自由に利用できるようになっている。

## プログラムの歴史
プログラムの最初のバージョンであるプレビューリリース1は2008年9月にリリースされ、最初の安定版である1.0は2010年1月にリリースされ、すでにOpenCLとCUDA GPU言語のサポートが含まれている。最終公開バージョンは2020年5月の7.4.2である。

## 目的
OpenMMライブラリは、その柔軟性と精度の高さから、理論化学からアルツハイマー病やハンチントン病などの病気の研究まで、様々な分野の研究に利用されている。